# Animal Lecteur
Animal Lecteur, ou Animal Lecteur, la bd dont vous êtes le héros ! est une série de strips verticaux de bande dessinée humoristiques publiés chaque semaine dans le journal Spirou, scénarisée par Sergio Salma et dessinée par Libon. La série existe depuis janvier 2006.
Elle raconte les aventures du libraire de « Bd Boutik », une librairie spécialisée dans les bandes dessinées, et de ses clients, fans de BD pour la plupart.

## Albums
- 1 Ça va cartonner !, Dupuis, Marcinelle, 2010
Scénario : Sergio Salma - Dessin et couleurs : Libon -  (ISBN 9782800147918)
- 2 Il sort quand ?, Dupuis, Marcinelle, 2011
Scénario : Sergio Salma - Dessin et couleurs : Libon -  (ISBN 9782800149448)
- 3 On peut pas tout lire !, Dupuis, Marcinelle, 2012
Scénario : Sergio Salma - Dessin et couleurs : Libon -  (ISBN 9782800151892)
- 4 Le jour le pilon , Dupuis, Marcinelle, 2013
Scénario : Sergio Salma - Dessin et couleurs : Libon -  (ISBN 9782800156163)
- 5 C'était mieux avant !, Dupuis, Marcinelle, 2014
Scénario : Sergio Salma - Dessin et couleurs : Libon -  (ISBN 9782800160726)
- 6 Un best-seller sinon rien, Dupuis, Marcinelle, 2016
Scénario : Sergio Salma - Dessin et couleurs : Libon -  (ISBN 9782800165288)
- 7 On ferme !, Dupuis, Marcinelle, 2018
Scénario : Sergio Salma - Dessin et couleurs : Libon